# 파블리오
파블리오(fabliau, 복수형: fabliaux 또는 fablieaux)는 13세기 무렵에 프랑스 북동부에서 종글뢰르 (jongleur, 음유시인과 유사)에 의해서 만들어진 희극으로, 일반적으로 누구의 작품인지 드러나있지 않다. 외설적인 표현이 빈번하며, 교회나 귀족에 대한 반항적인 성향을 보인다. 파블리오 중 몇 개는 제프리 초서가 〈캔터베리 이야기〉로 개작하였다. 약 150편의 프랑스의 파블리오가 현존한다.

## 개략
전형적인 파블리오는, 불륜을 일삼는 남편, 탐욕스러운 성직자, 어리석은 농민에 관한 것이다. 농민의 지위는 파블리오가 어떤 관객을 위해서 쓰여졌는지를 따라 여러가지이다. 귀족을 위해서 쓰여진 것 같은 시에서는 농민은 어리석고 저열인 인간으로서 묘사되고 있는데 비해, 하층계급을 위해서 쓰여진 것에서는 농민은 성직자 이상으로 훌륭한 인간으로서 그려져 있는 것이 많다.
예를 들어 〈여우 이야기〉(Roman de Renart)나 〈캔터베리 이야기〉 안의 몇 개의 같은 긴 시는 한 개 내지 복수의 파블리오를 그 기원으로 하고 있다.
파블리오는 16세기 초부터 단편소설에 밀려 서서히 없어져 갔다. 몰리에르, 장 드 라 퐁텐, 볼테르 등 저명한 프랑스인 작가는 시 뿐만 아니라 산문에서도 파블리오의 영향을 받았다.

## 예
블랙 코미디가 담겨있는 〈눈의 아이〉(L'enfant de neige)의 줄거리는 다음과 같다. 한 상인이 2년만에 집으로 돌아왔을 때, 아내에게 사내 아이가 하나 생겨있었다. 아내는 눈이 오던 날 눈송이를 먹었다고 남편에게 설명한다. 남편은 이 말을 믿는 척 하며 아들을 기른다. 아들이 15세가 되었을 때, 남편은 제노바로 아들을 데리고 출장을 가서 아들을 노예로 팔아버린다. 귀가한 남편은 아내에게 '이탈리아의 태양은 뜨거워서 눈송이로 태어난 아들은 녹아버렸다고' 설명한다.
그 밖에 다음과 같은 것이 있다.
- La vielle qui graissa la patte de chevalier (기사의 손에 기름을 두는 노녀)
- Estula
- Le Pauvre Clerc
- Le Couverture partagee
- Le Pretre qui mangea les mures (뽕나무의 열매를 먹는 사제)
- La crotte (대변)
- Le Chevalier qui fit les cons parler[1]
- Chaucer 《캔터베리 이야기》의 〈방앗간 이야기〉

## 같이 보기
- 앙로노르만 문학 (Anglo-Norman literature)
- 중세 문학

## 참고 문헌
- Holly A. Crocker (Ed.), Comic provocations: Exposing the corpus of old french fabliaux. 2007, Palgrave. ISBN 978-14039-7043-5.
- The Fabliaux 보관됨 2003-03-27 - 웨이백 머신 (part of a Geoffrey Chaucer page)
- Robert Hellman, Fabliaux: Ribald Tales from the Old French, 1965, English translation of 21 Fabliaux. ISBN 0-8371-7414-7
- Sarah Lawall (Gen. Ed.), The Norton Anthology of Western Literature, Volume I. New York: W. W. Norton & Company, 2006.